# ألبرت زالومون
ألبرت زالومون (بالألمانية: Albert Salomon)‏ هو عالم اجتماع ألماني وأمريكي، ولد في 8 ديسمبر 1891 في نيويورك في الولايات المتحدة، وتوفي بنفس المكان في 18 ديسمبر 1966.